# Auguste Babet
Pour les articles homonymes, voir Babet.
Auguste Babet est un homme politique français né le 7 novembre 1838 sur l'île Bourbon, plus tard l'île de La Réunion, et mort le 21 août 1899 à Madagascar.
Maire de la commune de Saint-Pierre de 1881 à 1888, il est à la tête d'une colonie réunionnaise, la colonie Babet, ou Babetville, près de Mananjary, à Madagascar, pendant sa pacification. Il est le père de Raphaël Babet, qui est maire de Saint-Joseph, député et le fondateur d'une nouvelle colonie réunionnaise à Madagascar, la Sakay.